# Drepane punctata
Drepane punctata är en fiskart som först beskrevs av Carl von Linné 1758.  Drepane punctata ingår i släktet Drepane och familjen Drepaneidae. Inga underarter finns listade i Catalogue of Life.